# Richard Reitinger
Richard Reitinger (* 1951) ist ein deutscher Drehbuchautor und der emeritierte, langjährige künstlerische Leiter der Hamburg Media School.

## Leben
Richard Erwin Reitinger war Straßensänger in München, Streetworker in Berlin und Verleger (Transit Buchverlag). Seit 1985 schreibt er Drehbücher. Für das Kino schrieb er unter anderem mit Wim Wenders und Peter Handke Der Himmel über Berlin, mit Wim Wenders und Ulrich Zieger In weiter Ferne, so nah!, mit Mika Kaurismäki Helsinki-Napoli, ChaChaCha und Amazon, mit Jan Schütte Supertex und mit Vanessa Jopp Meine schöne Bescherung. Für das Fernsehen schrieb er Folgen von Der Fahnder und Auf Achse, diverse eigene Reihen und Serien – Einsatz in Hamburg (aka „Jenny Berlin“), Freunde wie wir, Die Partner, dazu einige Folgen der Reihe Bella Block, auch Einzelstücke wie Sterne leuchten auch am Tag und das weltweit erste von mehreren Drehorten gleichzeitig live übertragene Fernsehspiel Live Movie – Feuer in der Nacht (ZDF, 25. Oktober 2004). Dazu kamen Bearbeitungen großer Event-Zweiteiler und Kinofilme wie Kein Himmel über Afrika (ZDF, 2005) oder Das Geheimnis der Wale (ZDF, 2010) oder Dschungelkind (UFA, 2010/11). Filme nach seinen Drehbüchern erhielten zahlreiche Preise, vom Europäischen Filmpreis und dem Deutschen Filmpreis bis zu Adolf-Grimme-Preisen. Stadt der Engel wurde für den Golden Globe nominiert. 
Von 2007 bis 2022 war Richard Reitinger Professor für Drehbuch an der Hochschule für bildende Künste Hamburg, künstlerischer Leiter und Leiter des Master-Filmstudiums der Hamburg Media School. Unter seiner Leitung haben Filme der HMS seither mehr als 4000 Festival-Aufführungen erlebt und über 500 nationale und internationale Preise gewonnen, darunter 2011 für Raju den Student Academy Award und 2012 eine Nominierung für den Oscar/Bester Kurzfilm. 2015 hat mit Sadakat ein weiterer HMS-Film den Student Academy Award in Gold gewonnen. Von April 2015 bis Dezember 2016 war Richard Reitinger auch kommissarischer Geschäftsführer der Hamburg Media School. Im Oktober 2017 gewann der von ihm betreute Film Watu Wote - All of us den Studentenoscar in Gold und 2018 die Nominierung zum Kurzfilmoscar. Im September 2023 kam ein vierter Student Oscar für den von ihm betreuten Film "Istina" (Wahrheit) dazu.  
2015 gründete Richard Reitinger an der HMS das Programm „Digitale Medien für Medienschaffende mit Fluchtgeschichte“ (DMF), das er ehrenamtlich leitet. Das Programm bildet geflüchtete Journalisten und Filmschaffende aus Krisengebieten weiter und vermittelt sie an Medienhäuser und Sender.  
2019 gründete er und leitete bis zu seiner Emeritierung  an der HMS den Master-Studiengang "Werteorientierter Werbefilm" (WOW), der die Wirkkräfte der Werbung auf  Nachhaltigkeit, Demokratie und die Werte der europäischen Aufklärung ausrichtet.     

## Filmografie (Auswahl)
Drehbuch
- 1987: Helsinki-Napoli – All Night Long (Kino)
- 1987: Der Himmel über Berlin (Kino)
- 1989: Cha Cha Cha (Kino)
- 1990: Hölle am Amazonas (Kino)
- 1993: In weiter Ferne, so nah! (Kino)
- 2000: Bella Block: Abschied im Licht
- 2000–2009: Einsatz in Hamburg (Fernsehserie, 4 Folgen)
- 2002: Bella Block: Tödliche Nähe
- 2003: Supertex – Eine Stunde im Paradies (Kino)
- 2004: Feuer in der Nacht
- 2004: Sterne leuchten auch am Tag
- 2005: Bella Block: ... denn sie wissen nicht, was sie tun
- 2005: Kein Himmel über Afrika (Zweiteiler-Event)
- 2005: Tatort – Am Abgrund
- 2007: Meine schöne Bescherung (Kino)
- 2010: Dschungelkind (Kino)
- 2010: Das Geheimnis der Wale (Zweiteiler-Event)

Vorlage
- 1998: Stadt der Engel